# Stanisław Wójcik (zootechnik)
Stanisław Wójcik (ur. 16 marca 1926, zm. 8 lipca 2015) – polski zootechnik, prof. zw. dr hab.

## Życiorys
Był uczniem prof. Henryka Malarskiego. W 1950 roku rozpoczął pracę w Katedrze Fizjologii i Żywienia Zwierząt na Wydziale Biologii i Hodowli Zwierząt Uniwersytetu Przyrodniczego w Lublinie, której został w 1970 roku - dyrektorem piastując tę funkcję do 1995 roku (od 1993 roku po reorganizacji; Instytut Żywienia i Higieny Zwierząt) UMCS. 
Pochowany w części ewangelickiej cmentarza przy ulicy Lipowej w Lublinie (kwatera 3-1-84).

## Publikacje
- Przewodnik do ćwiczeń z biochemii z elementami biofizyki (Wydaw. Akademii Rolniczej, Lublin, 1986; wyd. II wspólnie z Jerzym Truchlińskim)
- Wpływ witaminy A na funkcje reprodukcyjne oraz przemianę samic ciężarnych i laktujących (Wydaw. Akademii Rolniczej, Lublin, 1974)